# یو وونلانتن
جوزف وونلانتن (فرانسوی: Joseph Vonlanthen‎؛ زادهٔ ۳۱ مهٔ ۱۹۴۲ در سنت اورسن) رانندهٔ سابق مسابقات اتومبیل‌رانی اهل سوئیس است که در فصل ۱۹۷۵ در مجموع در ۱ گراند پری از مسابقات جهانی فرمول یک شرکت کرد، اما موفق به کسب هیچ امتیازی نشد.